# Zvonko Petović
Zvonko Petović, crnogorski likovni umjetnik iz bokokotorskog mjestašca Mula kod Kotora, Crna Gora. Poznat kao crtač stripa i slikar. Slika i sakralne motive. Naslikao je sliku blaženog Gracija Kotorskog, koju je blagoslovio kotorski biskup Ilija Janjić prigodom proslave blagdana bl. Gracija Kotorskog 9. studenoga 1997. u njegovu i Gracijinom mjestu Mulu.
Tvorac ideje da se jedna 2018. tradicionalna Muljanska plesna večer posveti mještaninu, velikanu i jednom od pionira crtanih stripova na teritoriji Jugoslavije Andriji Mauroviću te predložio da se postavi spomen-ploča na rodnu kuću Andrije Maurovića. Za spomen-ploču organizirana je donatorska plesna večer.

## Vanjske poveznice
- Skala radio  Arhivirana inačica izvorne stranice od 12. ožujka 2021. (Wayback Machine) Zvonimir Krstimir Petović: Da se ne zaboravi